# Ronde van Chongming 2017
De Ronde van Chongming 2017 was de elfde editie van deze rittenkoers georganiseerd op het eiland Chongming, nabij Shanghai in China, die voor het tweede jaar op rij deel uitmaakte van de UCI Women's World Tour 2017 en die van 5 tot 7 mei werd verreden. Titelverdedigster was de Australische sprinter Chloe Hosking. Omdat doorgaans elke etappe eindigt in een massasprint, waren er naast Hosking ook topsprinters als de Belgische Jolien D'Hoore en de Nederlandse Kirsten Wild. De eindoverwinning ging naar D'Hoore, die ondanks een val in de eerste etappe, de tweede en derde etappe won.

## Deelnemende ploegen
| UCI-teams           | UCI-teams          | Nationale selectie |
| ------------------- | ------------------ | ------------------ |
| Alé Cipollini       | Minsk Cycling Club | Hongkong           |
| Astana Women's Team | Orica-Scott        | Maleisië           |
| BePink              | Servetto Giusta    | Rusland            |
| BTC City Ljubljana  | Team Veloconcept   | Taiwan             |
| China Chongming-Liv | Team Tibco         |                    |
| Cylance             | Wiggle High5       |                    |
| Hitec Products      | WM3                |                    |

## Etappe-overzicht
| etappe | datum | start     | finish    | profiel    | afstand  | winnaar        | klassementsleider |
| ------ | ----- | --------- | --------- | ---------- | -------- | -------------- | ----------------- |
| 1e     | 5 mei | Chongming | Chongming | Vlakke rit | 118,8 km | Kirsten Wild   | Chloe Hosking     |
| 2e     | 6 mei | Chongming | Chongming | Vlakke rit | 135,4 km | Jolien D'Hoore | Jolien D'Hoore    |
| 3e     | 7 mei | Chongming | Chongming | Vlakke rit | 111,6 km | Jolien D'Hoore | Jolien D'Hoore    |

## Klassementenverloop
De gele trui wordt uitgereikt aan de rijdster met de laagste totaaltijd.
 De groene trui wordt uitgereikt aan de rijdster met de meeste punten van de etappefinishes en tussensprints.
 De bolletjestrui wordt uitgereikt aan de rijdster met de meeste behaalde punten uit bergtop passages (meestal op bruggen).
 De witte jongerentrui wordt uitgereikt aan de eerste rijdster tot 23 jaar in het algemeen klassement.
 De blauwe trui voor beste Chinese wordt uitgereikt aan de eerste Chinese rijdster in het algemeen klassement.
| Etappe         | Winnaar        | Algemeen klassement | Puntenklassement | Bergklassement | Jongerenklassement      | Beste Chinese | Ploegenklassement |
| -------------- | -------------- | ------------------- | ---------------- | -------------- | ----------------------- | ------------- | ----------------- |
| 1              | Kirsten Wild   | Chloe Hosking       | Chloe Hosking    | Mia Radotić    | Maria Vittoria Sperotto | Zhao Xisha    | Alé Cipollini     |
| 2              | Jolien D'Hoore | Jolien D'Hoore      | Chloe Hosking    | Jolien D'Hoore | Maria Vittoria Sperotto | Zhao Xisha    | Alé Cipollini     |
| 3              | Jolien D'Hoore | Jolien D'Hoore      | Chloe Hosking    | Jolien D'Hoore | Maria Vittoria Sperotto | Pu Yixian     | Alé Cipollini     |
| Eindklassement | Eindklassement | Jolien D'Hoore      | Chloe Hosking    | Jolien D'Hoore | Maria Vittoria Sperotto | Pu Yixian     | Alé Cipollini     |